# Audacity
Audacity là một phần mềm tự do, trình sửa nhạc số đa nền tảng và ứng dụng ghi âm. Nó có thể hoạt động trên Windows, Mac OS X, Linux và BSD.
Audacity được tạo ra bởi Dominic Mazzoni khi anh đang là nghiên cứu sinh tại Đại học Carnegie Mellon, bang Pennsylvania, Hoa Kỳ. Mazzoni hiện đang làm việc tại Google, nhưng vẫn là người phát triển và duy trì chính của Audacity, với sự giúp đỡ của nhiều người khác trên toàn thế giới.
Đến 20 tháng 10 năm 2009, phần mềm này từng đứng thứ 6 về số lượt download trên SourceForge, với 63 triệu lượt. Audacity thắng giải Community Choice Award năm 2007 và 2009 cho Dự án dành cho Đa phương tiện xuất sắc nhất trên SourceForge.

## Tính năng
Một số tính năng của Audacity bao gồm:
- Nhập và xuất tệp WAV, AIFF, Ogg Vorbis, tất cả các định dạng tập tin hỗ trợ trong thư viện libsndfile của C;
- Phiên bản 1.2.5 và 1.3.2 hoặc mới hơn cũng hỗ trợ Free Lossless Audio Codec (FLAC);[8]
- Phiên bản 1.3.6 và mới hơn cũng hỗ trợ các định dạng khác như WMA, AAC, AMR và AC3 qua thư viện FFmpeg Lưu trữ ngày 22 tháng 10 năm 2013 tại Wayback Machine;
- Thu âm và chơi âm thanh;
- Trộn nhiều track khác nhau; ghép, xoá, nối... đoạn. Số lần undo không giới hạn.
- Nhiều plug-in và hiệu ứng. Có thể tự viết thêm hiệu ứng với Nyquist;
- Xử lý tiếng ồn;
- Có thể điều chỉnh tốc độ của âm mà vẫn giữ nguyên cao độ (Audacity gọi là thay đổi tempo), để chỉnh cho khớp với video hoặc chạy đúng thời lượng định trước...
- Chứa những tính năng chính của một phần mềm âm thanh nhiều track hiện đại[9];
- Chuyển đổi băng cassette thành track nhạc số bằng cách tự động cắt một track thành nhiều track dựa vào sự yên lặng trong track và xuất với nhiều lựa chọn;
- Đa nền tảng: làm việc trên Windows, Mac OS X, và các hệ thống kiểu Unix (bao gồm cả Linux và BSD), và nhiều hệ điều hành khác;
  - Bản ổn định mới nhất hỗ trợ Windows 98/ME/2000/XP/Vista, nhưng không hỗ trợ Windows 95 và NT. Windows 7 vẫn đang trong thử nghiệm. Đối với Windows 7, nhà phát triển khuyến khích bản 1.3.x Beta;[10]
- Audacity sử dụng thư viện phần mềm wxWidgets để cung cấp những giao diện người dùng đồ họa tương tự nhau trên các hệ điều hành khác nhau.

## Ngôn ngữ hỗ trợ
Ngoài trợ giúp bằng tiếng Anh, Audacity hỗ trợ trợ giúp bằng tiếng Việt, Afrikaans, Ả Rập, Basque, Bungary, Catalan, Trung Quốc (giản thể), Trung Quốc (phồn thể), Séc, Đan Mạch, Hà Lan, Phần Lan, Pháp, Galicia, Đức, Hy Lạp, Hungary, Ireland, Ý, Tiếng Nhật, Litva, Macedonia, Na Uy (Bokmål), Ba Lan, Bồ Đào Nha, Romana, Nga, Slovak, Slovenia, Tây Ban Nha, Thụy Điển, Thổ Nhĩ Kỳ, Ukraina và Wales trong giao diện sử dụng của người dùng.
Website Audacity cũng cung cấp hướng dẫn ban đầu trong một vài ngôn ngữ.